# Les Jeux du sort
Pour le film de Rupert Julian, voir The Turn of the Wheel.
Pour plus de détails, voir Fiche technique et Distribution.
Les Jeux du sort (The Turn of the Wheel) est un film muet américain réalisé par Reginald Barker, sorti en 1918.

## Synopsis
Rosalie Dean, en vacances à Monte Carlo, se retrouve très attirée par un joueur nommé Maxfield Gray. Voyant qu'il a tout perdu à la roulette, elle l'empêche de se suicider et le convainc d'accepter un prêt. Avec l'argent de Rosalie, Maxfield récupère son argent au-delà de ses pertes, et les deux profitent de la chance et de l'amour quand celui-ci est soudainement arrêté pour le meurtre de son ex-femme. Bien que Maxfield refuse de se défendre, Rosalie le croit innocent et, espérant découvrir la vérité, elle enquête sur ce qui semble être une romance illicite entre la belle-sœur de Maxfield et un coureur de jupons nommé Wally Gage. Rosalie apprend que Wally, prévoyant de s'esquiver avec la belle-sœur de Maxfield, a tiré sur la femme de Maxfield, alors qu'elle se débattait avec lui. Après que Wally soit placé en garde à vue, Maxfield est finalement libéré et retrouve sa bien-aimée Rosalie.

## Fiche technique
- Titre original : The Turn of the Wheel
- Titre français : Les Jeux du sort
- Réalisation : Reginald Barker
- Scénario : Tex Charwate
- Photographie : Percy Hilburn
- Producteur : Samuel Goldwyn
- Pays de production :  États-Unis
- Langue : Anglais
- Genre : Drame
- Durée : 50 minutes
- Dates de sortie : 
  - États-Unis : 1er septembre 1918
  - France : 17 octobre 1919

## Distribution
- Geraldine Farrar : Rosalie Dean
- Herbert Rawlinson : Maxfield Grey
- Percy Marmont : Frank Grey
- Violet Heming : Bertha Grey
- Hassard Short : Wally Gage
- Maude Turner Gordon : la tante de Rosalie
- Henry Carvill : l'avocat Stanfield
- Clarence Handyside : le consul américain
- Ernest Maupain : le gérant du casino
- Mabel Ballin : la jeune fille